# Emanuele Blandamura
Emanuele Nicola Blandamura (* 19. Dezember 1979 in Udine) ist ein italienischer Profiboxer, sowie ehemaliger EU-Meister und Europameister im Mittelgewicht.

## Werdegang
Emanuele Blandamura wuchs in Rom auf und begann im Alter von 18 Jahren mit dem Boxen. Er bestritt 44 Amateurkämpfe, darunter 33 Siege und 3 Unentschieden. Sein größter Erfolg war der zweite Platz im Mittelgewicht, bei den Italienischen Meisterschaften 2006 in Mailand. Er war dabei im Finale gegen Ciro Di Corcia ausgeschieden.
2007 wechselte er ins Profilager und gewann sein Debüt am 29. April desselben Jahres in Piacenza. Sein Promoter ist O.P.I 2000. Nach 14 weiteren Siegen gewann er am 7. Oktober 2011 einstimmig nach Punkten gegen den ungeschlagenen Manuel Ernesti (10-0) und erhielt dadurch den Mittelmeerraum-Meistertitel der WBC im Mittelgewicht. In seinem nächsten Kampf am 16. Juni 2012 gewann er gegen den ebenfalls ungeschlagenen Luca Tassi (15-0) durch t.K.o. in der zehnten Runde und erhielt daraufhin auch den Internationalen Silver Titel der WBC.
Nach vier weiteren Siegen erhielt er am 25. Januar 2014 in Stuttgart eine Titelchance auf die EU-Meisterschaft der EBU im Mittelgewicht und besiegte dabei den ungeschlagenen und favorisierten Titelträger Marcos Nader (18-0) knapp nach Punkten. Am 26. Juli 2014 boxte er in Manchester gegen Billy Saunders (19-0) um die EBU-Europameisterschaft, unterlag jedoch durch K. o. in der achten Runde.
Einen weiteren EBU-EM-Kampf verlor er am 20. Juni 2015 durch K. o. gegen den Franzosen Michel Soro (26-1). Am 3. Dezember 2016 konnte er sich den vakanten Europameistertitel im Mittelgewicht durch einen Punktesieg gegen seinen Landsmann Matteo Signani (23-4) sichern. Seine erste Titelverteidigung gewann er am 17. Juni 2017 gegen Alessandro Goddi (30-1).
Am 15. April 2018 boxte er gegen Ryōta Murata um die WBA-Weltmeisterschaft und verlor durch TKO in der achten Runde.